# 西郷隆太郎
西郷 隆太郎（さいごう りゅうたろう、1983年〈昭和58年〉1月8日 - ）は、日本の実業家。西郷隆盛本家直系第5代目（玄孫）。霞会館会員（旧華族侯爵）。

## 経歴
東京都渋谷区生まれ、鹿児島県鹿児島市出身。東海大学卒業後、長らくIT企業に勤め、2015年より株式会社沖縄総合開発取締役社長および株式会社BEELINE代表経営を務めた。
社業と並行して2017年に「敬天愛社」という会社を立ち上げ、西郷隆盛の教えを後世に伝える啓蒙活動を始め、イベント等で隆盛と共に同時代を生き抜いた人物の子孫たちと共に講演や対談などを行っている。また、隆盛の子孫で構成される西郷家二十四日会（会員約1,000人）の代表も務める。
2017年3月には民進党中央区議会議員（当時。同年の都議選で都議として当選）の森谷歩美と結婚。前年の秋に森谷が親族と都内の西郷家のお墓をボランティアで清掃していた際に、偶然出会ったのがきっかけであった。
2022年6月6日、西郷は同年7月執行予定の第26回参議院議員通常選挙に日本維新の会公認で比例区から立候補することを表明した。また同じ日に妻の西郷歩美元東京都議会議員も参議院鹿児島選挙区から同選挙に無所属で出馬することを表明した。投開票の結果、比例区から立候補した本人は日本維新の会の候補者で24位の得票で落選し、鹿児島県選挙区から立候補した妻の歩美も5人中3位で落選した。

## 人物
- 身長は182cm[1]。
- 32歳の時に20kgのダイエットを行い、その後は70kgを維持している[1]。
- 芋焼酎と大型バイクをこよなく愛している[1]。

## 系譜
- 祖父：西郷吉之助
- 父：西郷吉太郎
- 妻：西郷歩美（旧姓：森谷） - 元東京都議会議員、元中央区議会議員[10]